# Dardan Molliqaj
Dardan Molliqaj (sinh ngày 25 tháng 2 năm 1985) là chính trị gia người Albania gốc Kosovo, hiện là nghị sĩ Đảng Dân chủ Xã hội Kosovo tại Quốc hội Kosovo. Dardan trở thành nghị sĩ trong Quốc hội Kosovo từ cuộc tổng tuyển cử năm 2017 cùng với Lëvizja Vetëvendosje. Trước khi được ứng cử vào vị trí nghị sĩ, ông từng làm Thư ký Ban Tổ chức ở Vetëvendosje từ năm 2011 cho đến khi từ chức vào tháng 6 năm 2017. Molliqaj, một nhà dân chủ xã hội tự xưng theo phái trung tả, đã lên tiếng ủng hộ cuộc chiến chống bất bình đẳng kinh tế và còn thực hiện các bước đi cụ thể nhằm hướng tới sự hợp tác liên tục giữa Cộng hòa Kosovo và Cộng hòa Albania.

## Sự nghiệp chính trị
Năm 2017, Molliqaj tham gia tranh cử trong cuộc tổng tuyển cử ở Kosovo trong vai trò là nghị sĩ của Phong trào Tự quyết (Levizja Vetëvendosje!) và giành được một ghế trong Hội đồng Lập pháp thứ Năm với tư cách là ứng cử viên được bầu chọn nhiều thứ sáu ở Kosovo. Ngay sau khi giành được ghế, ông bèn thay đổi đảng phái và vẫn tiếp tục sự nghiệp chính trị của mình ở PSD. Trong suốt nhiệm kỳ nghị sĩ, ông từng đề xuất hai nghị quyết giữa Cộng hòa Kosovo và Cộng hòa Albania: về việc loại bỏ các dịch vụ chuyển vùng và dỡ bỏ các trạm kiểm soát biên giới giữa hai nước. Cả hai nghị quyết đều được đa số trong quốc hội Cộng hòa Kosovo bỏ phiếu biểu quyết.